# بروال

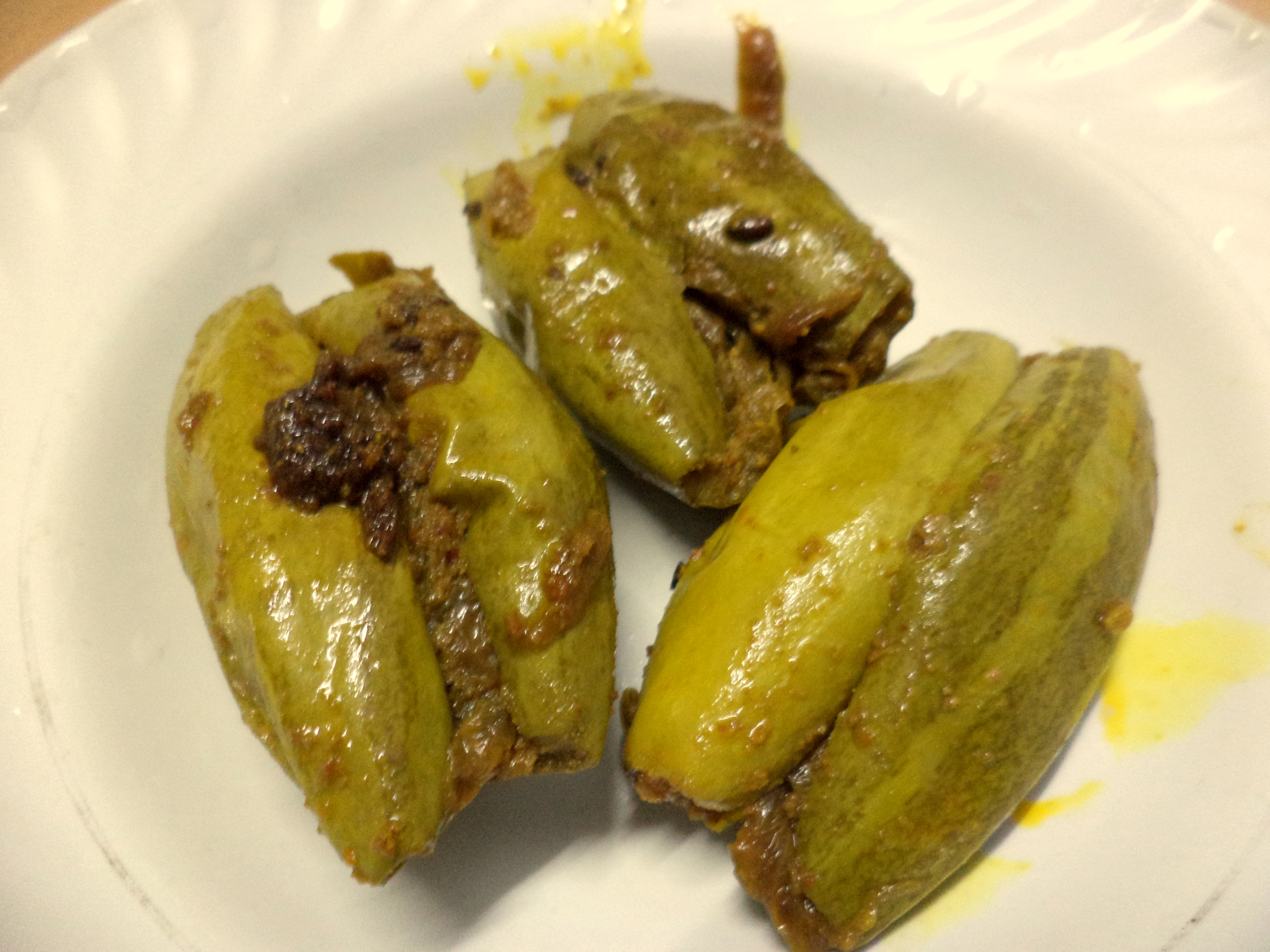

البروال أو قرع الحية ثنائي المسكن (الاسم العلمي:Trichosanthes dioica) هو نوع من النباتات يتبع جنس قرع الحية من الفصيلة القرعية.